# Geospizopsis plebejus
El yal plebeyo (Geospizopsis plebejus), también denominado fringilo oquencho, yal chico (en Argentina), plebeyo (en Chile), fringilo de pecho cenizo (en Perú) o fringilo pechicinéreo (en Ecuador), es una especie de ave paseriforme de la familia Thraupidae, una de las dos pertenecientes al género Geospizopsis, anteriormente situada en Phrygilus. Es nativo de regiones andinas del oeste y suroeste de América del Sur. 

## Distribución y hábitat
Se distribuye a lo largo de la cordillera de los Andes, desde el norte de Ecuador (Carchi), hacia el sur por Perú, oeste de Bolivia, hasta el extremo norte de Chile (Antofagasta) y oeste de Argentina (al sur hasta Mendoza, y una población aislada en las sierras Grandes del centro norte).
Esta especie generalmente es común en sus hábitats naturales: los pastizales y matorrales en terrenos abiertos, algunas veces donde son casi áridos o estériles, en altitudes entre 1500 y 4500 m, pero localmente bajan hasta el nivel del mar en el suroeste de Ecuador y noroeste de Perú.

## Sistemática

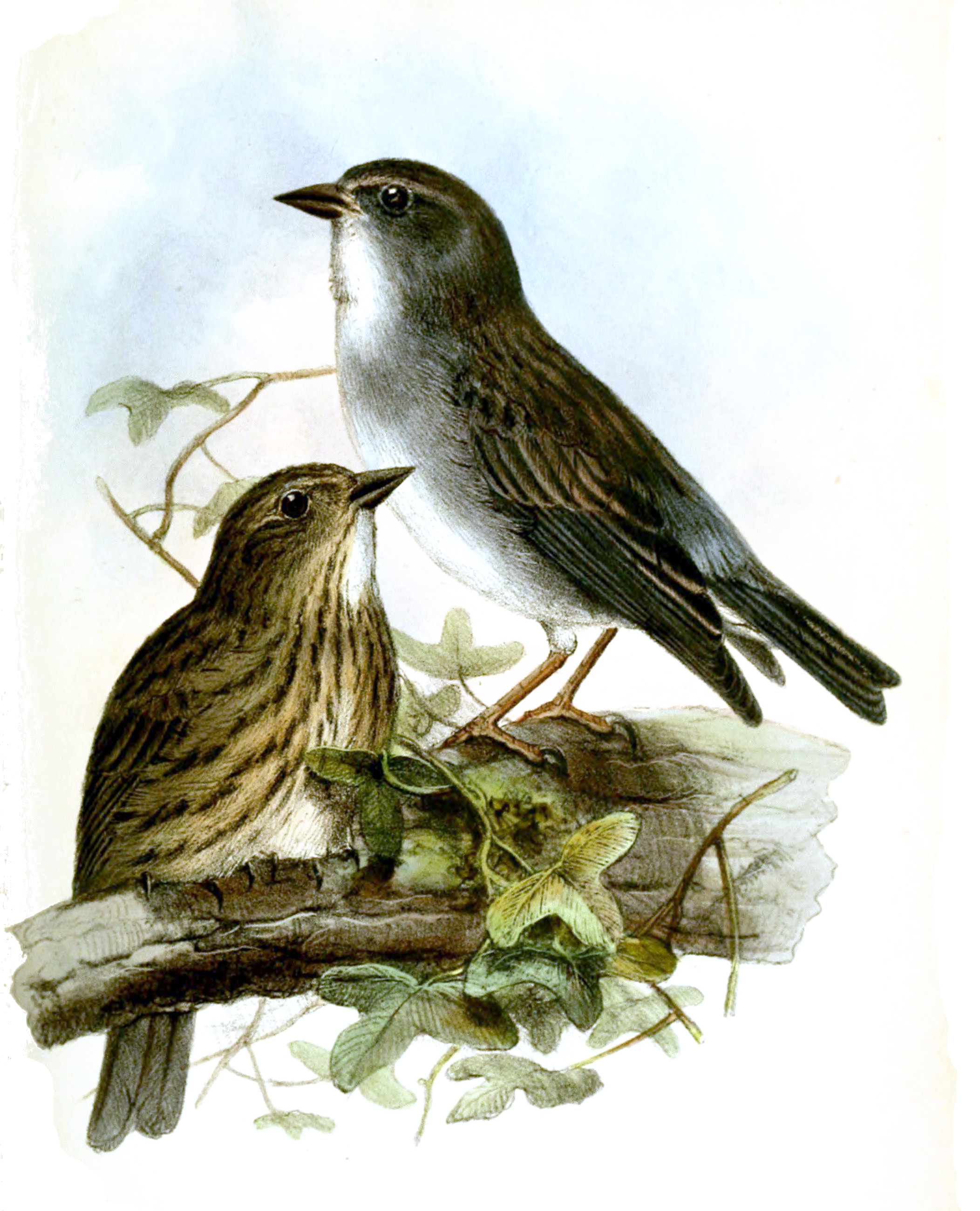
Phrygilus ocularis = Geospizopsis plebejus ocularis, macho (arriba) y hembra (abajo), ilustración de Wolf en Proceedings of the Zoological Society of London, 1858.

### Descripción original
La especie G. plebejus fue descrita por primera vez por el naturalista suizo Johann Jakob von Tschudi en 1844 bajo el nombre científico Phrygilus plebejus; la localidad tipo no fue dada, se asume: «tierras altas de Junín, Perú».

### Etimología
El nombre genérico masculino Geospizopsis es una combinación del género Geospiza (formado por las palabras griegas «geō»: tierra, suelo, y «σπιγγος, σπιζα spiza»: el nombre del pinzón vulgar) y de la palabra griega «opsis»: apariencia; y el nombre de la especie «plebejus» proviene del latín  «plebeius»: común, ordinario.

### Taxonomía
La presente especie y  Geospizopsis unicolor fueron tradicionalmente tratadas como integrantes del género Phrygilus, hasta que en los años 2010, varias publicaciones de filogenias completas de grandes conjuntos de especies de la familia Thraupidae basadas en muestreos genéticos, que incluyeron varios marcadores mitocondriales y nucleares, permitieron comprobar que ambas formaban un clado alejado de dicho género, las que, además, compartían rasgos cromáticos, morfológicos y similitudes distribucionales y ambientales. Con base en estos resultados, se decidió recuperar de la sinonimia de Phrygilus al género Geospizopsis y rehabilitarlo, para así ubicar estas dos especies en él. El Comité de Clasificación de Sudamérica (SACC) en la Propuesta N° 730 parte 17 aprobó esta modificación taxonómica.
Los amplios estudios filogenéticos recientes demuestran que la presente y G. unicolor son especies hermanas, y el par formado por ambas es próximo de un clado integrado por Haplospiza y Acanthidops bairdi.

### Subespecies
Según la clasificación del Congreso Ornitológico Internacional (IOC) se reconocen tres subespecies, con su correspondiente distribución geográfica:
- Geospizopsis plebejus ocularis P.L. Sclater, 1859 – Andes de Ecuador y extremo noroeste de Perú (Tumbes y Piura).
- Geospizopsis plebejus plebejus Tschudi, 1844 –  Andes de Perú, Bolivia, norte de Chile y noroeste y oeste de Argentina.
- Geospizopsis plebejus naroskyi Nores & Yzurieta, 1983 – sierras del centro norte de Argentina, Córdoba y San Luis.[14]